# اینابو، آیچی
اینابو، آیچی (به لاتین: Inabu) یک منطقهٔ مسکونی در ژاپن است که در ناحیه چوبو واقع شده‌است. اینابو ۲٬۹۲۸ نفر جمعیت دارد.